# Ambalasatrana
Ambalasatrana est une commune rurale malgache, située dans la partie centre-nord de la région de Sava.